# Reinhard Genzel
Reinhard Genzel (Bad Homburg vor der Höhe, 24 maart 1952) is een Duits astrofysicus. In 2020 ontving hij de Nobelprijs voor Natuurkunde, samen met Roger Penrose en Andrea Ghez voor onderzoek naar zwarte gaten. Onafhankelijk van Ghez toonde Genzel aan dat in het centrum van ons sterrenstelsel zo'n zwart gat bevindt.

## Biografie
Genzel werd geboren in Bad Homburg vor der Höhe als zoon van hoogleraar vaste stoffysica Ludwig Genzel (1922-2003). In zijn jeugd was hij een van de beste jonge Duitse atleten op het gebied van speerwerpen. Na zijn afstuderen aan het Berthold-Gymnasium in Freiburg im Breisgau, studeerde hij natuurkunde aan de Rheinische Friedrich-Wilhelms-Universiteit in Bonn (diploma in 1975) en promoveerde in 1978 bij Peter Georg Mezger aan het Max Planck Instituut in de radioastronomie.
Vervolgens ging hij naar het Harvard-Smithsonian Center for Astrophysics in Cambridge (Massachusetts). Van 1980 tot 1982 was hij Miller Fellow en vanaf 1981 universitair hoofddocent aan de Universiteit van Californië - Berkeley, waar hij in 1985/86 en van 1999 tot 2008 hoogleraar was. In 1986 werd Genzel benoemd tot wetenschappelijk lid van de Max-Planck-Gesellschaft en directeur van het Max Planck Instituut voor Extraterrestrische Fysica in Garching bij München. Sinds 1988 is hij ereprofessor aan de Ludwig Maximilians-Universiteit in München. In 1999 werd hij deeltijd-hoogleraar aan de Universiteit van Californië, waar hij sinds 2008 met emeritaat is gegaan.
Reinhard Genzel speelde een sleutelrol bij de ontwikkeling van infrarood- en submillimeterastronomie. Hij en zijn team slaagden erin om, eerst op het La Silla-observatorium (vanaf 1992) en vervolgens bij de Very Large Telescope (VLT), door jarenlang de banen van sterren nabij het centrum van de Melkweg te observeren, dat er een superzwaar zwart gat is van ongeveer 4,3 miljoenen zonmassa's. Astronomen die met Andrea Ghez aan het Keck-observatorium werkten, slaagden erin dit ook onafhankelijk te doen. Beiden ontvingen de helft van de Nobelprijs voor natuurkunde 2020 voor deze ontdekking, de andere helft gaat naar Roger Penrose.
Genzel is getrouwd met de kinderarts en professor Orsolya Genzel-Boroviczeny en heeft twee kinderen.

## Onderscheidingen
- Otto-Hahn-medaille, Max-Planck-Gesellschaft (1980)
- Presidential Young Investigators Award, National Science Foundation (1984)
- Newton Lacy Pierce Prize, American Astronomical Society (1986)
- Gottfried-Wilhelm-Leibniz-Preis, Deutsche Forschungsgemeinschaft (1990)
- De Vaucouleurs Medaille, Universiteit van Texas (2000)
- Jules-Janssenprijs, Société astronomique de France (2000)
- Stern-Gerlach-medaille voor experimentele natuurkunde, Deutsche Physikalische Gesellschaft (2003)
- Balzan Prize voor Infrarood-astronomie (2003)
- Petrie Prize Lecture (2005)
- Naamgever van de planetoïde (18241) Genzel[3]
- Albert Einsteinmedaille (2007)
- The Shaw Prize (2008)
- Karl-Schwarzschild-medaille (2011)
- Crafoordprijs voor sterrenkunde (2012) van de Koninklijke Zweedse Academie van Wetenschappen
- Tycho Brahe Prize, European Astronomical Society (2012)
- Herschel-medaille (2014)
- Bundesverdienstkreuz, Großes Verdienstkreuz mit Stern (2014)
- Harvey Prize, Technion Institute, Israel (2014)
- Nobelprijs voor Natuurkunde (2020)

- Bibsys: 90643053
- Bibliothèque nationale de France: cb12476016d (data)
- CiNii: DA07185083
- Gemeinsame Normdatei: 142745391
- International Standard Name Identifier: 0000 0001 0655 0423
- Library of Congress Control Number: n84176562
- Nationale Bibliotheek van Tsjechië: xx0262658
- Nederlandse Thesaurus van Auteursnamen: 126304009
- ORCID: 0000-0002-2767-9653
- Réseau des bibliothèques de Suisse occidentale: 02-A003288018
- Système universitaire de documentation: 085842486
- Virtual International Authority File: 76416524
- WorldCat: E39PBJvCRjftKQrTJ3yM7cm8G3